# Gélson Baresi
Gélson Tardivo Gonçalves Júnior, detto Gélson Baresi (Brasilia, 11 maggio 1974), è un ex calciatore brasiliano, di ruolo difensore.

## Carriera

### Club
Gélson iniziò la sua carriera nel Flamengo, nel 1992, quando partecipò alla vittoria della squadra nel Campeonato Brasileiro Série A 1992.
Nonostante giocasse raramente da titolare, gli fu attribuito il soprannome di Gélson Baresi, in onore del difensore italiano Franco Baresi.
Nel 1995, lasciò il Flamengo per il Cruzeiro, dove vinse la Copa do Brasil 1995 e la Coppa Libertadores 1997. Dopo l'esperienza nello Stato di Minas Gerais, giocò per Coritiba, Fluminense e Atlético-MG.
Nell 2000 e 2002, giocò per il Vitória Setúbal, nella sua unica esperienza in Europa. Tornato nuovamente in Brasile, giocò per Paraná, Marília e Ceará. Chiuse la carriera nel 2006 con il CFZ.

### Nazionale
Con la Nazionale di calcio del Brasile ha giocato e vinto il campionato del mondo Under-20 1993. Ha partecipato anche alla CONCACAF Gold Cup 1996.

## Statistiche

### Cronologia presenze e reti in nazionale
| Cronologia completa delle presenze e delle reti in nazionale ― Brasile | Cronologia completa delle presenze e delle reti in nazionale ― Brasile | Cronologia completa delle presenze e delle reti in nazionale ― Brasile | Cronologia completa delle presenze e delle reti in nazionale ― Brasile | Cronologia completa delle presenze e delle reti in nazionale ― Brasile | Cronologia completa delle presenze e delle reti in nazionale ― Brasile | Cronologia completa delle presenze e delle reti in nazionale ― Brasile | Cronologia completa delle presenze e delle reti in nazionale ― Brasile |
| Data                                                                   | Città                                                                  | In casa                                                                | Risultato                                                              | Ospiti                                                                 | Competizione                                                           | Reti                                                                   | Note                                                                   |
| ---------------------------------------------------------------------- | ---------------------------------------------------------------------- | ---------------------------------------------------------------------- | ---------------------------------------------------------------------- | ---------------------------------------------------------------------- | ---------------------------------------------------------------------- | ---------------------------------------------------------------------- | ---------------------------------------------------------------------- |
| 29-3-1995                                                              | Goiânia                                                                | Brasile                                                                | 1 – 1                                                                  | Honduras                                                               | Amichevole                                                             | -                                                                      |                                                                        |
| Totale                                                                 |                                                                        | Presenze                                                               | 1                                                                      |                                                                        | Reti                                                                   | 0                                                                      |                                                                        |

## Palmarès

### Club

#### Competizioni statali
- Campionato Mineiro: 2

Cruzeiro: 1996, 1997
- Campionato Cearense: 1

Ceará: 2006

#### Competizioni nazionali
- Campionato brasiliano: 1

Flamengo: 1992
- Coppa del Brasile: 1

Cruzeiro: 1996

#### Competizioni internazionali
- Copa de Oro: 1

Cruzeiro: 1995
- Coppa Libertadores: 1

Cruzeiro: 1997

### Nazionale
- Mondiale Under-20: 1

Australia 1993